# Castanea henryi
Castanea henryi, el castaño de Henry, es un árbol de la familia Fagaceae.

## Descripción
Árbol de hasta 30 m de altura, de hojas con peciolo de 1-2,5cm, y limbo  oblongo-ovado a oblongo-lanceolado o lanceolado, de 10-23 cm, con el envés cubierto de glándulas amarillentas dispuestas a lo largo de los nervios cuando jóvenes, glabrescente, de base redondeada a ampliamente cuneada, con márgenes aserradas de dientes de 2-4mm. Inflorescencias masculinas en amentos de 5-16 cm y las femeninas reducidas a 1-3 por cúpula. Frutos de 2,5-3,5 cm de diámetro, incluyendo las brácteas espinosas ligeramente pubescentes. Un solo aquenio globoso-ovoide de 1,5-2 cm, más largo que ancho por fruto.

## Hábitat y distribución
Crece en China, en los bosques mixtos de las laderas de las montañas, desde 100 hasta 1800 m de altitud. Florece en mayo-julio y fructifica en septiembre-octubre.

## Taxonomía
Castanea henryi fue descrita primero por Sidney Alfred Skan como Castanopsis henryi y luego trasladado al género Castanea por Alfred Rehder & Ernest Henry Wilson y publicado en Plantae Wilsonianae, an enumeration of the woody plants collected in Western China for the Arnold Arboretum of Harvard University during the years 1907, 1908 and 1910 by E.H. Wilson edited by Charles Sprague Sargent ..., 3(2), p. 196–197 en 1916
Etimología
- Castanea: nombre genérico que deriva del Griego χάστανον y luego el Latín castănĕa, -ae, nombre del castaño y de la castaña (Virgilio, Bucolicas,1, 82), esta última también llamada castanea nux (Virgilio, Bucolicas, 2, 52), la nuez del castaño.[3] También podría derivar de Castanaea, -ae o Castana, -ae, ciudad de Asia Menor o, según otros, del nombre armenio de este árbol.[4]

- henryi: epíteto dedicado a Aimé Constant Fidèle Henry quién la colecto en China.

Sinonimia
- Castanopsis henryi Skan
- Castanea henryi var. omeiensis W.P.Fang
- Castanea sativa var. acuminatissima Seem.
- Castanea fargesii Dode
- Castanea vilmoriniana Dode[5]